# Rio Betume
Rio Betume är ett vattendrag i Brasilien.   Det ligger i delstaten Sergipe, i den östra delen av landet, 1 400 km öster om huvudstaden Brasília.
Omgivningarna runt Rio Betume är en mosaik av jordbruksmark och naturlig växtlighet. Runt Rio Betume är det ganska tätbefolkat, med 155 invånare per kvadratkilometer.